# Rower biegowy
Rower biegowy – typ uproszczonych, dwukołowych rowerów, których przeznaczeniem jest nauka jazdy małych dzieci. Istnieją też rowery biegowe dla dorosłych o różnej konstrukcji i stopniu skomplikowania.

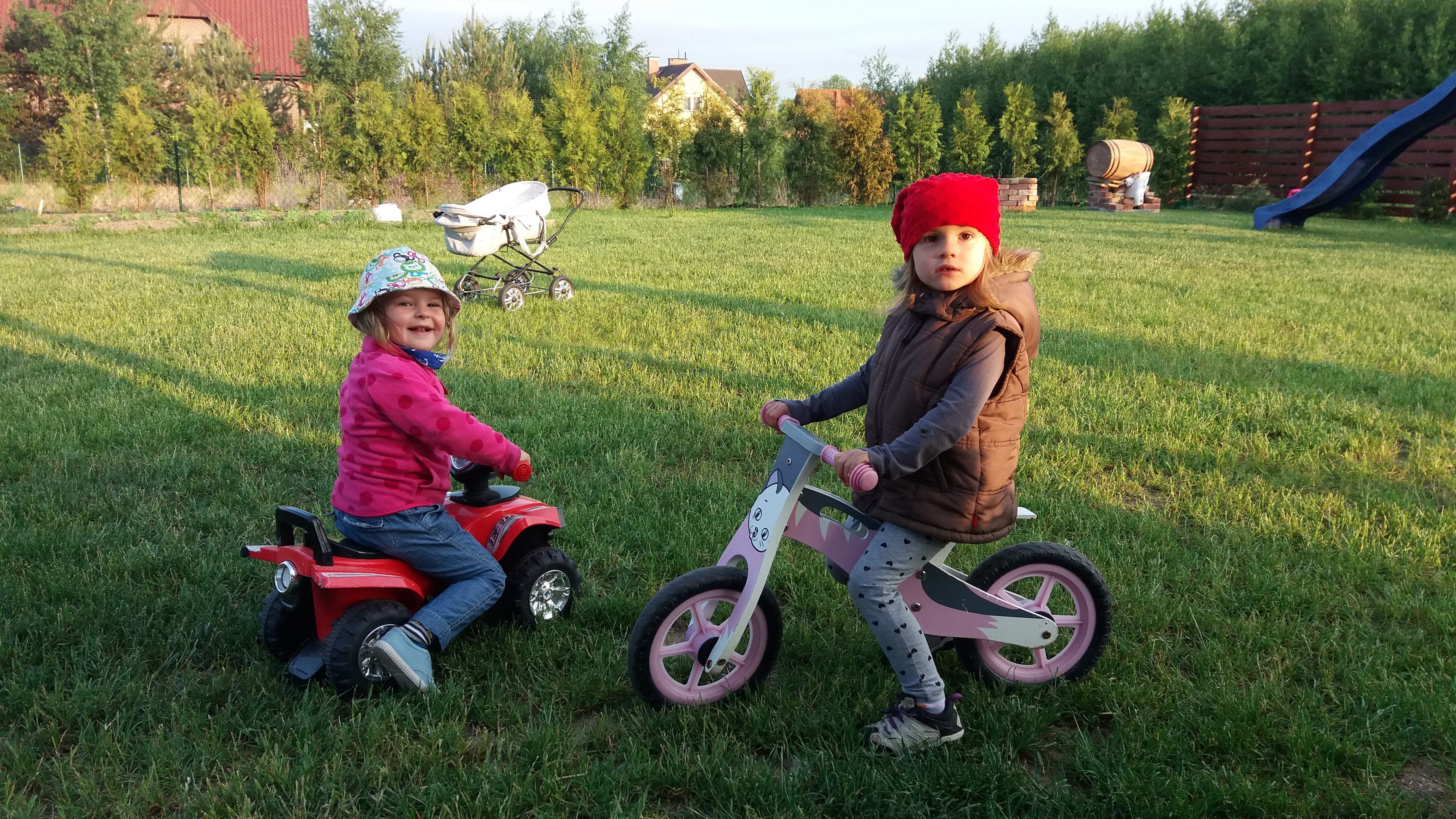
Rowerek biegowy umożliwia samodzielną naukę jazdy na rowerze już w wieku 3 lat

## Technika jazdy
Użytkownik roweru biegowego zajmuje miejsce na siodełku, opierając dłonie na kierownicy. Pojazd wprawiany jest w ruch przez odpychanie się nogami od ziemi, analogicznie, poprzez hamowanie stopami, dokonuje się zatrzymania. Z uwagi na niewielkie prędkości (kilka-, kilkanaście km/h) osiągane przez najmłodszych cyklistów z reguły nie są one wyposażane w hamulce.
Zaletą użytkowania rowerka biegowego jest nauka utrzymywania równowagi od pierwszych chwil, co doskonale przygotowuje do przesiadki na klasyczny rower. Nauka jazdy przebiega znacznie szybciej niż w przypadku pojazdów trójkołowych oraz rowerków z bocznymi kółkami. Zmysł równowagi dziecka jest silniej stymulowany, co powoduje rozwój zdolności motorycznych maluchów, naukę utrzymywania równowagi i kontroli jednośladu oraz opanowanie umiejętności jazdy na klasycznym rowerze w wieku 3 lat.

## Cechy budowy
Rower biegowy, na podobieństwo klasycznego roweru, jest jednośladem dwukołowym. W swej konstrukcji przypomina pierwowzór roweru, tzw. drezynę: maszynę biegową, wynalezioną przez Karla Draisa i opatentowaną w 1818. Pojazd również uruchamiano przez odpychanie się nogami od ziemi, osiągał on prędkość ok. 13–15 km/h.
W porównaniu do rowerów przeznaczonych dla starszych dzieci i dorosłych rowery biegowe mają bardzo uproszczoną konstrukcję i wymiary umożliwiające swobodne ich użytkowanie przez dzieci już w wieku 18 miesięcy.
Rowerki biegowe pozbawione są pedałów i towarzyszącego im mechanizmu napędowego z kołami zębatymi i łańcuchem.

### Rama
Ramy rowerów występują w różnych kształtach, obniżone, ułatwiające wsiadanie i zsiadanie w bezpieczny sposób. Konstrukcja ramy jest tak opracowana, by zminimalizować możliwość odniesienia urazu w razie wywrotki. Brak amortyzatorów (hardtail) powoduje niewielką masę oraz niski koszt produkcji i serwisu. Ramy wykonane mogą być ze stali lub drewna, aluminium, a w rzadkich przypadkach z włókna węglowego lub innych materiałów.

### Koła
Średnica kół z uwagi na niewielki wzrost użytkowników wynosi nie więcej niż 12 cali. Koła w rowerach biegowych są standardowej lub o podwyższonej szerokości, ułatwiającej trakcję i pokonywanie niewielkich nierówności. Bieżnik niezbyt głęboki, niepowodujący zwiększenia oporów toczenia.

### Przełożenia
Brak przekładni łańcuchowej.

### Hamulce
Rowery dla najmłodszych z reguły nie są wyposażone w hamulce. Zdarzają się modele z jednym lub dwoma hamulcami.